# Jakob Denkinger
Jakob Denkinger CanReg (* 1. August 1589 in Schönberg in Schwaben; † 19. September 1660 in Kreuzlingen) war von 1625 bis 1660 Abt des Augustiner-Chorherrenstifts Kreuzlingen.

## Leben
Jakob Denkinger legte 1614 seine Profess bei der Ordensgemeinschaft der Augustiner-Chorherren in Kreuzlingen ab und empfing 1617 die Priesterweihe. 1624 wurde er zum Dekan und 1625 zum Abt des regulierten Chorherrenstifts Kreuzlingen gewählt.
Denkinger beendete die Reformen seines Vorgängers, war aber hauptsächlich mit den Auswirkungen des Dreißigjährigen Krieges beschäftigt. Nach der Belagerung von Konstanz durch die Schweden 1633 wurde das Augustinerstift durch Konstanzer niedergebrannt, die dem Kloster vorwarfen, Stützpunkt für den Feind gewesen zu sein.
In Abt Jakobs Abbatiat konnte 1640 die im Schwarzwald liegende Propstei Riederen eingebunden werden; Propst Bernhard Wenglin dankte zu Gunsten des Kreuzlinger Abtes Jakob Denkinger ab. 1656 wurde die Vogtei Hirschlatt käuflich erworben.
Mit dem Westfälischen Frieden von 1648 verlor das Chorherrenstift Kreuzlingen seine Privilegien als Reichsabtei, verlor Sitz und Stimme im Reichstag und kam unter die Protektion der Eidgenossenschaft.
Ab 1650 wurde das Kloster in Teilen am heutigen Ort auf Begehren der Stadt Konstanz wiederaufgebaut; Denkinger ließ die Abteikirche nach dem Plan des frühbarocken Baumeisters Michael Beer erbauen.

## Nachweise
1. ↑  Augustiner-Chorherrenpropstei „Obere Propstei“ Riedern am Wald, Klöster in Baden-Württemberg, abgerufen am 24. April 2022
2. ↑  Anton Hopp: Kreuzlingen (Stift). In: Historisches Lexikon der Schweiz., 29. Oktober 2007

| Personendaten    | Personendaten                        |
| ---------------- | ------------------------------------ |
| NAME             | Denkinger, Jakob                     |
| KURZBESCHREIBUNG | Abt des Chorherrenstifts Kreuzlingen |
| GEBURTSDATUM     | 1. August 1589                       |
| GEBURTSORT       | Schönberg, Schwaben                  |
| STERBEDATUM      | 19. September 1660                   |
| STERBEORT        | Kreuzlingen                          |